# Brandon Ubel
Brandon Ubel (Overland Park, 29 agosto 1991) è un ex cestista statunitense, professionista in Europa.